# بكين ريفيو
بكين ريفيو (بالإنجليزية: Beijing Review، وسابقًا كانت: Peking Review) هي المجلة الإخبارية الوطنية الوحيدة في الصين باللغة الإنجليزية، والتي تصدرها مجموعة الصين الدولية للنشر المملوكة من قبل الحزب الشيوعي الصيني. في عام 2006 ادعت أنها توزع 70.000 نسخة لكل إصدار، وتوزيعها «في جميع أنحاء الصين و150 دولة ومنطقة في جميع أنحاء العالم.»

## ملخص
تأسست في مارس 1958، كمجلة بكين ريفيو الأسبوعية، وكانت أداة مهمة للحكومة الصينية للتواصل مع بقية العالم. تضمن العدد الأول ملاحظة للمحرر توضح أن المقصود من المجلة «تقديم معلومات دقيقة ومباشرة في الوقت المناسب عن التطورات الاقتصادية والسياسية والثقافية في الصين، وعلاقاتها مع بقية العالم». في الولايات المتحدة قامت دائرة البريد في البداية بتقييد توزيع المجلة ولكن المحكمة العليا الأمريكية نقضت هذه السياسة في قضية لامونت ضد مدير مكتب البريد. في أكتوبر 2020 صنفت وزارة الخارجية الأمريكية بكين ريفيو على أنها «بعثة خارجية» للصين.